# Channa marulius
Channa marulius är en fiskart som först beskrevs av Hamilton 1822.  Channa marulius ingår i släktet Channa och familjen Channidae. IUCN kategoriserar arten globalt som livskraftig. Inga underarter finns listade i Catalogue of Life.